# Troféu da Paz
Troféu da Paz foi um troféu disputado em uma única partida amistosa de futebol, ocorrida no dia 04 de junho de 2005 no Estádio Municipal de Juiz de Fora, entre o Flamengo e o Tupi.
O Flamengo venceu por 1 x 0 com gol de cabeça do atacante Fabiano Oliveira, tendo sido esse seu primeiro gol com a camsia rubro-negra

## Ficha Técnica da Partida
| 04 de junho de 2005 | Tupi | 0 – 1    | Flamengo             | Estádio Municipal de Juiz de Fora, Juiz de Fora-MG                                                                                      |
|                     |      | Detalhes | Fabiano Oliveira 63' | Público: 5,444 pagantes Renda: R$ 38.340,00 Árbitro: Douglas Cedoci Arbitro Assistente 1: Márcio Lima Arbitro Assistente 2: Bruno Conzé |

| Tupi | Flamengo |

| - Tupi: Marcelo (Tarso, no intervalo, depois Manoel 31'/2ºT)), Jaiminho (Jean, no intervalo), Reginaldo (João Júnior 35'/1ºT), Bigode (Felipe 33'/1ºT) e Jardel (Rafael, no intervalo); Emerson (Adriano, no intervalo), Sérgio Alves (Fabiano 42'/1ºT, depois Guru, no intervalo), Eber (Bruno 42'/1ºT, depois Rincón 38'/2ºT)) e Lenílson (Edu, no intervalo); Leandro Bocão (Giovani, no intervalo) e Robert (Mancuso, no intervalo, depois Sinésio 37'/2ºT) - Técnico: Renê Santana. | - Flamengo: Diego (Getúlio, no intervalo), Fernando, Júnior Baiano (Thiago, no intervalo) e Fabiano; Léo Matos (Fábio, no intervalo), Da Silva (Róbson, no intervalo), Júnior, Jônatas (Elan, no intervalo) e André Santos; Geninho (Obina 21'/2ºT) e Mezenga (Fabiano Oliveira, no intervalo) - Técnico: Celso Roth. |